# カンピオナート・マラニェンセ
カンピオナート・マラニェンセ (Campeonato Maranhense) は、ブラジル・マラニョン州のサッカーリーグ。マラニョン州サッカー連盟 (Federação Maranhense de Futebol, FMF) が主催する。日本ではマラニョン州選手権として紹介されることが多い。

## 大会方式
2016年シーズン
8クラブが前期・後期を戦う。前後期それぞれ2ステージに分かれている。
- ファーストステージ - 8チームを2つのグループに分け、2回総当りのリーグ戦をホーム・アンド・アウェーで行う。各グループ上位2チームがセカンドステージへ進む。
- セカンドステージ - ファーストステージを勝ち上がった4チームによるトーナメント方式。準決勝・決勝共にホーム・アンド・アウェーの2試合で勝敗を決する。

前後期の優勝クラブで年間王者決定戦を行い、勝者が年間王者となる。前後期で同じクラブが優勝した場合、決定戦は行われない。
なお、年間成績最下位のクラブは2部へ降格する。
※ブラジルのほかの州選手権と同様に、大会方式は毎年変わり得る。

## 参加クラブ
2017年シーズン 1部
- アメリカーノ（ポルトガル語版）
- コルジノ（ポルトガル語版）
- インペラトリス（ポルトガル語版）
- マラニョン
- モト・クルブ
- サンパイオ・コヘイア
- サンタ・キテーリア（ポルトガル語版）
- サン・ジョゼ（ポルトガル語版）

## 歴代優勝クラブ
- 1918 ルーゾ・ブラジレイロ
- 1919 ルーゾ・ブラジレイロ
- 1920 フォトバル・アスレティック
- 1921 フェニックス
- 1922 ルーゾ・ブラジレイロ
- 1923 ルーゾ・ブラジレイロ
- 1924 ルーゾ・ブラジレイロ
- 1925 ルーゾ・ブラジレイロ
- 1926 ルーゾ・ブラジレイロ
- 1927 ルーゾ・ブラジレイロ
- 1928 ヴァスコ・ダ・ガマ
- 1929 不開催
- 1930 シリオ
- 1931 不開催
- 1932 トゥパン
- 1933 サンパイオ・コヘイア
- 1934 サンパイオ・コヘイア
- 1935 トゥパン
- 1936 不開催
- 1937 マラニョン
- 1938 トゥパン
- 1939 マラニョン
- 1940 サンパイオ・コヘイア
- 1941 マラニョン
- 1942 サンパイオ・コヘイア

- 1943 マラニョン
- 1944 モト・クルブ
- 1945 モト・クルブ
- 1946 モト・クルブ
- 1947 モト・クルブ
- 1948 モト・クルブ
- 1949 モト・クルブ
- 1950 モト・クルブ
- 1951 マラニョン
- 1952 ヴィトーリア・ド・マル
- 1953 サンパイオ・コヘイア
- 1954 サンパイオ・コヘイア
- 1955 モト・クルブ
- 1956 サンパイオ・コヘイア
- 1957 フェロヴィアリオ
- 1958 フェロヴィアリオ
- 1959 モト・クルブ
- 1960 モト・クルブ
- 1961 サンパイオ・コヘイア
- 1962 サンパイオ・コヘイア
- 1963 マラニョン
- 1964 サンパイオ・コヘイア
- 1965 サンパイオ・コヘイア
- 1966 モト・クルブ
- 1967 モト・クルブ

- 1968 モト・クルブ
- 1969 マラニョン
- 1970 マラニョン
- 1971 フェロヴィアリオ
- 1972 サンパイオ・コヘイア
- 1973 フェロヴィアリオ
- 1974 モト・クルブ
- 1975 サンパイオ・コヘイア
- 1976 サンパイオ・コヘイア
- 1977 モト・クルブ
- 1978 サンパイオ・コヘイア
- 1979 マラニョン
- 1980 サンパイオ・コヘイア
- 1981 モト・クルブ
- 1982 モト・クルブ
- 1983 モト・クルブ
- 1984 サンパイオ・コヘイア
- 1985 サンパイオ・コヘイア
- 1986 サンパイオ・コヘイア
- 1987 サンパイオ・コヘイア
- 1988 サンパイオ・コヘイア
- 1989 モト・クルブ
- 1990 サンパイオ・コヘイア
- 1991 サンパイオ・コヘイア
- 1992 サンパイオ・コヘイア

- 1993 マラニョン
- 1994 マラニョン
- 1995 マラニョン
- 1996 バカバル
- 1997 サンパイオ・コヘイア
- 1998 サンパイオ・コヘイア
- 1999 マラニョン
- 2000 モト・クルブ
- 2001 モト・クルブ
- 2002 サンパイオ・コヘイア
- 2003 サンパイオ・コヘイア
- 2004 モト・クルブ
- 2005 インペラトリス
- 2006 モト・クルブ
- 2007 マラニョン
- 2008 モト・クルブ
- 2009 JVリデラル
- 2010 サンパイオ・コヘイア
- 2011 サンパイオ・コヘイア
- 2012 サンパイオ・コヘイア
- 2013 マラニョン
- 2014 サンパイオ・コヘイア
- 2015 インペラトリス
- 2016 モト・クルブ

## クラブ別優勝回数
| クラブ                     | 優勝 | 優勝年 |
| -------------------------- | ---- | --- |
| サンパイオ・コヘイア       | 32   | 1933, 1934, 1940, 1942, 1953, 1954, 1956, 1961, 1962, 1964, 1965, 1972, 1975, 1976, 1978, 1980, 1984, 1985, 1986, 1987, 1988, 1990, 1991, 1992, 1997, 1998, 2002, 2003, 2010, 2011, 2012, 2014 |
| モト・クルブ               | 25   | 1944, 1945, 1946, 1947, 1948, 1949, 1950, 1955, 1959, 1960, 1966, 1967, 1968, 1974, 1977, 1981, 1982, 1983, 1989, 2000, 2001, 2004, 2006, 2008, 2016                                           |
| マラニョン                 | 15   | 1937, 1939, 1941, 1943, 1951, 1963, 1969, 1970, 1979, 1993, 1994, 1995, 1999, 2007, 2013 |
| ルーゾ・ブラジレイロ       | 8    | 1918, 1919, 1922, 1923, 1924, 1925, 1926, 1927 |
| フェロヴィアリオ           | 4    | 1957, 1958, 1971, 1973 |
| トゥパン                   | 3    | 1932, 1935, 1938 |
| インペラトリス             | 2    | 2005, 2015 |
| フォトバル・アスレティック | 1    | 1920 |
| フェニックス               | 1    | 1921 |
| ヴァスコ・ダ・ガマ         | 1    | 1928 |
| シリオ                     | 1    | 1930 |
| ヴィトーリア・ド・マル     | 1    | 1952 |
| バカバル                   | 1    | 1996 |
| JVリデラル                 | 1    | 2009 |